# Alonso de Ávalos Saavedra
Alonso de Ávalos Saavedra, capitán de la Provincia de Ávalos (Medellín, Badajoz, Extremadura, Corona de Castilla, circa 1495-Amatitlán, Sayula, Provincia de Ávalos, 1575), fue un conquistador, descubridor, fundador, encomendero, capitán, y alcalde.

## Biografía
En 1521, en los tiempos en que la Casa de Trastámara reinaba en la Corona de Castilla, montó una expedición para marchar hacia el territorio que hoy constituye el sur de Jalisco, a donde arribó en 1523, conquistó Tzaulan (hoy Sayula), «Lugar donde abundan las moscas», y estableció en esa villa la capital de la Provincia de Ávalos. Fue primo y deudo de Hernán Cortés.
La Provincia de Ávalos se extendía al suroeste del Lago de Chapala, su capital era Sayula, y formó parte del Virreinato de Nueva España, a diferencia de la mayor parte del actual estado de Jalisco, que junto con Aguascalientes, Nayarit, Zacatecas y áreas de San Luis Potosí y Sinaloa, constituyó el Reino de la Nueva Galicia.
Fue hermano de Francisco de Saavedra Sandoval. Hacia 1530, casó con Francisca de Estrada y Gutiérrez-Flórez, hija de Alonso de Estrada y Marina Gutiérrez-Flórez.